# Рух за незалежність Кореї
Рух за незалежність Кореї — серія дипломатичних і бойових спроб звільнити Корею від японського панування. Рух почався приблизно наприкінці ХІХ або на початку ХХ століття і закінчився капітуляцією Японії в 1945 році. Оскільки активізм за незалежність на півострові був значною мірою придушений Японією, корейська діаспора, а також ряд співчуваючих некорейців доклали багато значних зусиль за кордоном.
У середині ХІХ століття Захід витіснив Японію та Китай з політики ізоляціонізму. Тоді Японія приступила до швидкої модернізації, силою відкрила Корею та встановила власну гегемонію над півостровом. Зрештою, 1910 року вона офіційно анексувала Корею. Протести Руху 1 березня 1919 року широко розглядаються як значний каталізатор міжнародного руху за незалежність, хоча всередині країни протести були жорстоко придушені. Після протестів тисячі корейських прихильників незалежності втекли за кордон, переважно до Китаю. У квітні 1919 року було засновано Тимчасовий уряд Республіки Корея (ТУРК) як самопроголошений уряд в екзилі.
Після початку війни на Тихому океані в 1941 році Китай став одним із союзників Атигітлерівської коаліції у Другій світовій війні. Під час Другої японо-китайської війни Китай спробував використати цей вплив, щоб домогтися визнання союзниками ТУРК. Проте Сполучені Штати скептично ставилися до єдності Кореї та її готовності до незалежності, віддаючи перевагу міжнародній опіці для Корейського півострова. Незважаючи на те, що Китай досяг згоди союзників щодо остаточної незалежності Кореї в Каїрській декларації 1943 року, тривалі розбіжності та двозначність щодо післявоєнного корейського уряду тривали до радянсько-японської війни 1945 року, яка де-факто поділила Корею на радянську та американську зони.
15 серпня, день капітуляції Японії в 1945 році, відзначається як свято як у Південній Кореї, так і в Північній Кореї.

## Фон
До середини ХІХ століття Цінський Китай, Японія та Чосонська Корея дотримувалися політики відносного ізоляціонізму. Приблизно в цей час Чосон був трибутарною державою Ціну. Опіумні війни в середині ХІХ століття між Китаєм і різними західними державами призвели до того, що цінський уряд був змушений підписати кілька нерівноправних договорів, відкривши китайську територію для іноземців. Японія також була змушена відкритися Сполученими Штатами через експедицію Перрі 1853—1854 років. Потім вона зазнала реставрації Мейдзі та пережила період швидкої модернізації. Однак у 1866 році Чосон зміг протистояти спробі американців відкрити його, а також спробі вторгнення Франції.
Саме Японії врешті вдалося відкрити Корею, коли вона змусила Чосон підписати нерівноправний японсько-корейський договір 1876 року. Відтоді протягом кількох десятиліть Японія почала процес втягення Кореї у власну сферу впливу. За словами Кірка В. Ларсена, до 1882 року Японія здавалася провідною державою на півострові, навіть над офіційним сюзереном Чосона, Ціном. Гегемонія Японії над Кореєю була ще більше зміцнена перемогою Японії в Першій японсько-китайській війні 1894—1895 років. Сімоносекський договір, який завершив війну, передбачав, що Цін відмовиться від свого впливу на Чосон. ЗгодомРосійська імперія спробувала поставити Корею у сферу свого впливу, але зазнала серйозної поразки в російсько-японській війні 1904—1905 років. До цього моменту Японія була беззаперечним гегемоном у Кореї. У 1905 році вона зробила Чосон своїм протекторатом, а в 1910 році офіційно приєднала Корею до своєї імперії.
Тим часом, невдовзі після примусового відкриття Кореї, Коджон, король Чосону, доклав зусиль, щоб зв'язатися зі Сполученими Штатами та різними європейськими державами через низку договорів, програми обміну студентами та дипломатичні місії. Але ці ініціативи часто ігнорувалися або забувалися, оскільки держави ставили на перше місце власні інтереси в Японії та Китаї. Корейці зверталися за допомогою до іноземних урядів, але їх ігнорували, стали частим явищем навіть до кінця японської окупації в 1945 році.

## Історія

### До японського панування
Після вимушеного відкриття Чосона Японія продовжувала відкривати все більше і більше частин Кореї для ексклюзивної японської торгівлі, на розчарування громадян Чосону, а також чиновників Чосону та Ціна. У деяких районах Кореї, особливо біля порту Вонсан, «невеликі мандрівні загони корейців» напали на японців, які виходили вночі на вулицю.
У 1882 році стався інцидент Імо, під час якого загальні настрої проти іноземців (особливо антияпонські) серед армії Чосону, а згодом і серед громадян призвели до вбивства як корейських урядовців, так і членів японської місії.
У 1894 році відбулося Донгакське селянське повстання. Подібно до інциденту в Імо, це повстання було загалом спрямоване проти іноземців, зосереджуючись на японцях. Цей інцидент став поштовхом до першої японо-китайської війни.
У квітні 1896 року Со Дже Пхіль та інші заснували Клуб Незалежності: першу політичну організацію, яка виступала за незалежність Кореї. Серед інших цілей група виступала за встановлення конституційної монархії. Хоча Коджон спочатку визнав і терпів організацію, в грудні 1898 року він зрештою розпустив її.
Між 1905 і 1912 роками для боротьби з японцями серед корейського населення виникла низка добровольчих партизанських армій, які називаються «арміями праведників». У цих протистояннях загинуло близько 20 000 добровольців, що врешті-решт не зупинило колонізацію Кореї.

### Під пануванням Японії

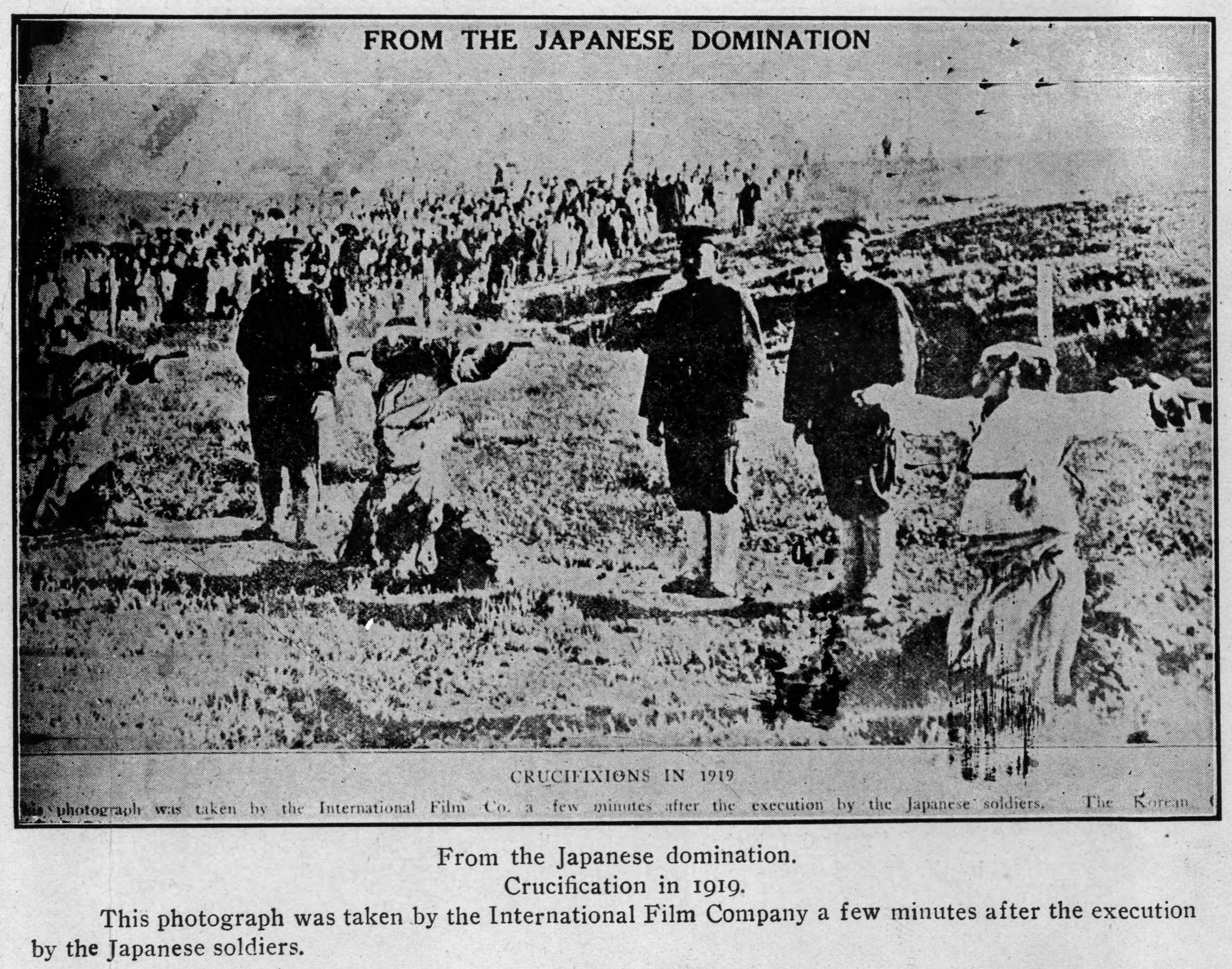
Корейські християни були розіп'яті після Руху 1 березня (1919)

Період японського колоніального панування, що настав, був репресивним до далекосяжного ступеня, що породило багато корейських рухів опору. До 1919 року вони стали загальнонаціональними, відзначені тим, що стало відомим як Рух 1 березня.
Японське правління було репресивним, але з часом змінилося. Спочатку в десятиліття після анексії були дуже жорстокі репресії. Правління Японії помітно відрізнялося від правління в іншій її колонії, Формозі. Цей період в корейській історіографії та загальному мовленні в Кореї називають амхуккі (темний період). Японською колоніальною адміністрацією були заарештовані десятки тисяч корейців з політичних мотивів. Жорстокість японського правління посилила підтримку руху за незалежність Кореї. Багато корейців виїхали з Корейського півострова до Маньчжурії та Приморського краю в Росії, деякі з них сформували групи опору та товариства в Маньчжурії для боротьби за незалежність Кореї. Корейці також вели збройну боротьбу проти японських військ у Маньчжурії та Кореї. У 1919 і 1920-х роках загони корейської армії незалежності брали участь в діях опору в Маньчжурії, які перетнули корейсько-китайський кордон, використовуючи партизанську війну для боротьби з японською армією. Деякі поїхали до Японії, де групи таємно агітували. В Японії існувала відома група корейських комуністів, яка була в небезпеці через свою політичну діяльність.
Частково через опозицію Кореї японській колоніальній політиці, це супроводжувалося послабленням деяких суворих політик. Корейський наслідний принц одружився з японською принцесою Нашімото. Заборону на корейські газети було знято, дозволивши публікацію Чосон Ільбо та Донг-а Ільбо. Корейські урядовці отримували таку ж зарплату, як і японські чиновники, хоча японські чиновники отримували премії, а корейці — ні. Побиття батогами було скасовано за дрібні правопорушення, але не за інші. Закони, що перешкоджали похованню, забою тварин, селянським ринкам або традиційним звичаям, були скасовані або змінені.
Після прийняття Закону про збереження миру 1925 року деякі свободи були обмежені. Потім, напередодні вторгнення в Китай і Другої світової війни, жорсткість японського правління знову посилилася.

### Дипломатія Другої світової війни
Незважаючи на те, що Японська імперія вторглася й окупувала північно-східний Китай з 1931 року, націоналістичний уряд Китаю уникав оголошення війни Японії, поки імперія не напала прямо на Пекін у 1937 році, що спровокувало Другу японо-китайську війну. Після того, як Сполучені Штати оголосили війну Японії в 1941 році, Китай став союзником у Другій світовій війні та намагався використовувати свій вплив у групі для підтримки паназійських і націоналістичних рухів, що включало вимогу повної капітуляції Японії та негайної незалежності Кореї згодом.
Китай намагався сприяти легітимності Тимчасового уряду Республіки Кореї (ТУРК), який був створений корейськими вигнанцями в Китаї після придушення Руху 1 березня в Кореї. ТУРК був ідеологічно узгоджений з китайським урядом того часу, оскільки лідер незалежності Кім Гу погодився на пропозицію Чан Кайші прийняти китайську програму «Три принципи народу» в обмін на фінансову допомогу. У той же час Китай підтримав лівого лідера незалежності Кім Вон Бона і переконав двох Кімів створити об'єднану Корейську визвольну армію (КВА). Відповідно до умов, за якими КВА було дозволено діяти в Китаї, вона стала допоміжним підрозділом Національно-революційної армії Китаю до 1945 року. Національна військова рада Китаю також вирішила, що «повна незалежність» Кореї є основною корейською політикою Китаю; інакше уряд у Чунціна намагався об'єднати ворогуючі корейські фракції.
Хоча Чанкайші і корейські лідери, такі як Лі Синман, намагалися вплинути на Державний департамент США, щоб підтримати незалежність Кореї та визнати ТУРК, Далекосхідний відділ був налаштований скептично. Його аргумент полягав у тому, що корейський народ «був політично вихолощений» після десятиліть японського правління та продемонстрував занадто велику роз'єднаність, віддаючи перевагу кондомініумному рішенню для Кореї, яке включало б Радянський Союз. Китай був категорично проти радянського впливу в Кореї після того, як почув про радянські звірства в Польщі після її звільнення. На Каїрській конференції США та Китай домовилися про незалежність Кореї «в належний час», причому Китай все ще наполягає на негайному визнанні уряду у вигнанні та визначенні конкретної дати незалежності. Після того, як радянсько-американські відносини погіршилися, 10 серпня 1945 року військовий департамент Сполучених Штатів погодився, щоб Китай висадив війська в Пусані, Корея, щоб запобігти радянському захопленню. Однак цей поворот був надто пізнім, щоб запобігти розділенню Кореї, оскільки того ж місяця Червона Армія швидко зайняла Північну Корею.

## Ідеології та проблеми
Хоча було багато окремих рухів проти колоніального правління, головною ідеологією чи метою руху було звільнення Кореї від японського військового та політичного правління. Корейці були стурбовані іноземним пануванням і колоніамльним статусом Корейської держави. Вони прагнули відновити незалежний політичний суверенітет Кореї після того, як Японія вторглася в ослаблену та частково модернізовану Корейську імперію. Це стало результатом політичних маневрів Японії, щоб забезпечити міжнародне схвалення анексії договору про анексію Кореї. Під час руху за незалежність решта світу розглядала те, що відбувалося в Кореї, як антиімперіалістичний, антимілітаристський і антияпонський рух опору. Проте корейці сприйняли цей рух як крок до звільнення Кореї від японського військового панування.
У 2011 році уряд Південної Кореї критикували за неприйняття корейських соціалістів, які боролися за незалежність Кореї.

## Тактика
Не було головної стратегії чи тактики, яка була б домінуючою в русі опору, але були етапи, на яких певна тактика чи стратегія була помітною.
З 1905 по 1910 роки більшість заходів руху були закриті для еліти чи рідкісних вчених. Протягом цього часу були зроблені мілітаристські та насильницькі спроби протистояти японцям, включаючи вбивства. Більшість спроб були неорганізованими, розпорошеними та без керівництва, щоб запобігти арештам і нагляду з боку японців.
З 1910 по 1919 роки це був період освіти під час колоніальної ери. У школах було поширено багато корейських підручників з граматики та орфографії. Це поклало початок тенденції інтелектуального опору японському колоніальному правлінню. Цей період, разом із прогресивними принципами Вудро Вільсона за кордоном, створив свідому, націоналістичну та нетерпиму студентську популяцію. Після руху 1 березня 1919 року страйки стали помітними в русі. До 1945 року університети використовувалися як притулок і джерело студентів, які й далі підтримували рух. Ця система підтримки призвела до покращення шкільних приміщень. З 1911 по 1937 рік Корея мала справу з економічними проблемами (з рештою світу, переживаючи Велику депресію після Першої світової війни). Було багато трудових скарг, які сприяли наріканню проти колоніального панування Японії. За цей період було 159 061 спорів із працівниками щодо оплати праці та 1018 спорів щодо 68 686 фермерів, які були орендарями. У 1926 році суперечки почали зростати швидкими темпами, і рухи, що стосувалися робітничих сил, виникли більше всередині Руху за незалежність.

## Список груп за типом
Загалом існувало три типи національно-визвольних груп: (а) християнські групи, які виросли в результаті місіонерської діяльності, очолюваної західними місіонерами переважно зі Сполучених Штатів до японської окупації; (b) колишні військові та нерегулярні армійські групи; та (c) бізнесменів та інтелектуальних експатріантів, які сформували теоретичну та політичну основу за кордоном.

### Релігійні групи
Католицизм пронокнув до Кореї наприкінці XVIII століття, зазнаючи інтенсивного переслідування протягом багатьох століть. Методистські та пресвітеріанські місіонери з'явилися в ХІХ столітті, розпочавши ренесанс із більш ліберальними поглядами на питання рівності та прав жінки, чого сувора конфуціанська традиція не дозволяла.
Ранні корейські християнські місіонери очолили корейський рух за незалежність, активний з 1890 по 1907 рік, а пізніше створення корейського визвольного руху з 1907 по 1945 рік. Корейські християни зазнали мученицької смерті, розп'яття, спалення до смерті, поліцейських допитів і різанини з боку японців.
Серед основних релігійних націоналістичних груп були:
- Корейська пресвітеріанська церква
- Рух 1 березня
- Корейська Християнська асоціація для юнаків

### Бойовикові групи
- Донгакське селянське повстання: армії Донхаку були спонтанними повстаннями в сільській місцевості, спочатку проти корупції династії Чосон, а пізніше проти японської конфіскації земель у Кореї.
- Праведні армії: малі армії, які найбільш інтенсивно воювали з японською військовою поліцією, кавалерією та піхотою з 1907 по 1918 рік, але які продовжували діяти до кінця Другої світової війни.
- Командування військових справ
- Корейська армія незалежності
- Управління Північної військової адміністрації
- Корейський корпус незалежності
- Корейська революційна армія
- Корейська армія незалежності (1929)
- Корейський добровольчий корпус
- Корейська добровольча армія
- Корейська визвольна армія: Збройні сили Тимчасового уряду Республіки Корея брали участь у бойових діях союзників у Китаї та частинах Південно-Східної Азії, таких як Бірма.
- Корейська патріотична організація
- Героїчний корпус

Серед прихильників цих груп були французькі, чеські, китайські та російські торговці зброєю, а також китайські націоналістичні та комуністичні рухи.

### Емігрантські групи
Визвольні групи експатріантів діяли в Шанхаї, на північному сході Китаю, у деяких частинах Росії, на Гаваях, у Сан-Франциско та Лос-Анджелесі. Групи були навіть організовані в районах, де не було багато корейців-емігрантів, як-от та, яку створив у 1906 році в Колорадо Пак Гі Бьон. Кульмінацією успіху за кордоном стала Шанхайська декларація незалежності.
- Корейська національна асоціація
  - Корейський національний армійський корпус, заснований у червні 1914 року. (Гаваї)[30]
  - Корейська авіаційна школа Willows
- Молодіжна корейська академія

Сунь Ятсен був першим прихильником боротьби Кореї проти японських загарбників. До 1925 року корейські емігранти почали культивувати двояку підтримку в Шанхаї: з боку Гоміньдану Чан Кайши та прихильників перших комуністів, які пізніше розгалужувалися в Комуністичну партію Китаю.
Реальної підтримки було отримано мало, але те, що розвинуло давні відносини, які сприяли розділенню Кореї після 1949 року та полярних позицій між півднем і північчю.

### Роялістський вплив
Постійні міжусобиці в родині Ї, шляхти, конфіскація королівських активів, розпуск королівської армії японцями, страти еліти у Кореї Японією, масштабні вбивства корейських королівських осіб японськими найманцями та стеження японської влади призвело до великих труднощів для королівських нащадків та їхніх сімейних груп у пошуку чогось іншого, крім часткового лідерства у визвольному русі. Чимало праведних армійських командирів були пов'язані з родиною, але ці генерали та їхні праведні армійські групи до 1918 року були здебільшого мертві, а члени сімей молодших гілок Ї зробили свій внесок у створення обох республік після 1945 року.